# روسكو ك. باترسون
روسكو ك. باترسون (بالإنجليزية: Roscoe C. Patterson)‏ هو محامي وسياسي أمريكي، ولد في 15 سبتمبر 1876 في سبرينغفيلد في الولايات المتحدة، وتوفي بنفس المكان في 22 أكتوبر 1954. حزبياً، نشط في الحزب الجمهوري. وقد انتخب عضو مجلس النواب الأمريكي (4 مارس 1921 – 3 مارس 1923) وانتخب عضو مجلس الشيوخ الأمريكي (4 مارس 1929 – 3 يناير 1935).